# Сергій Дишлевий
Сергі́й Дишлеви́й — український скульптор із Запоріжжя, відомий своєю роботою з деревом та льодом за допомогою бензопилки. Чемпіон світу з різьблення бензопилою (2015).

## Біографія
Народився і виріс у Запоріжжі. Здобував освіту в Кам'янець-Подільському національному університеті імені Івана Огієнка на спеціальності «Образотворче мистецтво».
Для творчості використовує незвичний інструмент — бензопилу, якою почав працювати приблизно у 2001 році. Мистецтву різьблення бензопилою навчався в Німеччині. За словами митця, робота з бензопилою перетворюється на шоу, а сам інструмент дозволяє створювати двометрові скульптури з дерева за один день.
У 2009 році до ювілею М. В. Гоголя Сергій Дишлевий створив скульптури для «Гоголівського парку» у Великих Сорочинцях, де проходить знаменитий Сорочинський ярмарок. Робота над створенням фігур з колод відбувалася просто неба на очах у відвідувачів парку.
На початку 2010 року брав участь у створенні містечка крижаних фігур у Москві на тему мультфільму «Льодовиковий період». Його скульптура, що зображувала динозаврів на тлі крижаної гори, стала наймасштабнішою на заході: завдовжки 24 метри та заввишки 6,5 метрів. Скульптури були вирізані зі спеціально спресованого снігу.
Був арт-директором «Галереї друзів» у Запоріжжі.

## Чемпіонат світу з різьби бензопилою 2015
У травні 2015 року Сергій Дишлевий став переможцем Чемпіонату світу з різьби бензопилою, що проходив у Саксонії, Німеччина. У змаганнях брали участь 24 скульптори з різних країн світу, зокрема США, Канади, Австралії та Німеччини.
Дишлевий виступав у команді з німецьким скульптором Ігорем Лоскутовим. Вони здобули перемогу в обох номінаціях: «Створення основної скульптури» та «Швидкісне різьблення».
Темою чемпіонату було «Полювання». Основна скульптурна композиція, створена командою за 5 днів, зображувала мисливця кам'яної доби, який зі списом нападає на величезного кабана в оточенні трьох собак. Матеріалом для скульптури слугував дуб. За словами Сергія, створення такої роботи традиційними інструментами зайняло б кілька місяців.